# Spyker F8-VII
La Spyker F8-VII è una vettura di Formula 1 realizzata dalla Spyker Cars per la stagione 2007.

## Sviluppo
Dopo l'acquisizione della Midland F1 Racing, la F8-VII è la prima vettura della squadra olandese a competere nella massima formula, anche se era comunque la vettura dell'anno precedente con le modifiche necessarie all'adattamento al nuovo motore. Trae il nome dal numero di cilindri del motore Ferrari che equipaggia la vettura (F8) e dall'anno in cui è stata costruita espresso in numeri romani (VII). Lo sponsor principale che finanziava la scuderia era la compagnia aerea Etihad Airways.

## Tecnica
Il propulsore che equipaggiava la vettura era un Ferrari Type 056 90º V8, mentre il telaio era monoscocca in fibra di carbonio. L'impianto frenante era composto da freni a disco ceramici ventilati. Le sospensioni erano a doppi bracci trasversali con configurazione push-rod e molle elicoidali. Gli ammortizzatori erano di origine Penske.

## Stagione
I piloti ingaggiati dal team furono il tedesco Adrian Sutil e l'olandese Christijan Albers, il quale venne successivamente sostituito dal giapponese Sakon Yamamoto. Prima dell'arrivo di quest'ultimo, il Gran Premio d'Europa venne affrontato dal pilota pagante Markus Winkelhock. 
La stagione non fu particolarmente proficua, in quanto venne totalizzato un solo punto ad opera di Sutil nel Gran Premio del Giappone; Winkelhock tuttavia riuscì a condurre per qualche giro (in regime di safety car) il Gran Premio d'Europa, dopo che il maltempo ebbe causato incidenti a vari piloti e costretto molti di essi a fermarsi anzitempo ai box per montare gomme da bagnato.
Il mondiale venne terminato al penultimo posto grazie all'azzeramento dei punti comminato alla McLaren per via dello scandalo sullo spionaggio tra scuderie.
Al termine della stagione il team Spyker (gravemente indebitato) venne rilevato dal magnate indiano Vijay Mallya, che lo ribattezzò Force India; la vettura fu quindi ridenominata Force India VJM01 e impiegata con poche modifiche anche nell'annata seguente.